# Shedrick Jackson
Shedrick Jackson (Hoover, 20 ottobre 1999) è un giocatore di football americano statunitense che milita nel ruolo di wide receiver per i Las Vegas Raiders della National Football League (NFL). Al college ha giocato per Auburn. Jackson è il pronipote di Bo Jackson.

## Carriera universitaria
Jackson, originario di Hoover in Alabama, cominciò a giocare a football nella locale Hoover High School dove, nel suo ultimo anno, si mise in evidenza contribuendo alla vittoria del campionato di categoria.
Valutato come un prospetto medio-alto (tre stelle su cinque) per il college football, nel 2018 andò a giocare per Auburn, stessa università con cui aveva giocato suo prozio, con i Tigers impegnati nella Southeastern Conference (SEC) della Divisione I della Football Bowl Subdivision (FBS) della NCAA. Nei suoi cinque anni di carriera al college fece 59 presenze, di cui 29 da titolare, in cui mise a tabellino 66 ricezioni per 874 yard e un touchdown.

## Carriera professionistica

### Cincinnati Bengals
Jackson, dopo non essere stato selezionato nel Draft NFL 2023, firmò da undrafted free agent con i Cincinnati Bengals. Jackson non rientrò nel roster attivo iniziale e il 29 agosto fu svincolato per poi essere aggregato alla squadra di allenamento dei Bengals il giorno successivo. Jackson fu elevato nel roster attivo per la gara del decimo turno, la sconfitta 30-27 contro gli Houston Texans, facendo il suo debutto da professionista giocando nello special team. Terminò la sua stagione da rookie con tre presenze.
L'8 gennaio 2024 Jackson firmò da riserva/contratto futuro con i Bengals.
Il 27 agosto 2024, prima dell'avvio della stagione 2024, Jackson fu svincolato e reinserito in squadra di allenamento il giorno successivo.
Jackson fu svincolato il 17 settembre 2024.

### Las Vegas Raiders
Il 4 dicembre 2024 Jackson firmò per la squadra di allenamento dei Las Vegas Raiders.
Il 6 gennaio 2025 Jackson firmò da riserva/contratto futuro.

## Vita privata
Jackson è il pronipote di Bo Jackson, running back vincitore dell'Heisman Trophy al college e poi divenuto giocatore professionista sia nella National Football League che nella Major League Baseball.